# Gorgonophilus canadensis
Gorgonophilus canadensis is een eenoogkreeftjessoort uit de familie van de Lamippidae. De wetenschappelijke naam van de soort is voor het eerst geldig gepubliceerd in 2004 door Buhl-Mortensen & Mortensen.